# Street-Legal (album)
Street-Legal je osmnácté studiové album Boba Dylana, vydané 15. června 1978 u Columbia Records. Album produkoval Don DeVito.

## Seznam skladeb
Všechny skladby napsal(i) Bob Dylan. 
| Pořadí         | Název                                              | Délka |
| -------------- | -------------------------------------------------- | ----- |
| 1.             | Changing of the Guards                             | 7:04  |
| 2.             | New Pony                                           | 4:28  |
| 3.             | No Time to Think                                   | 8:19  |
| 4.             | Baby, Stop Crying                                  | 5:19  |
| 5.             | Is Your Love in Vain?                              | 4:30  |
| 6.             | Señor (Tales of Yankee Power)                      | 5:42  |
| 7.             | True Love Tends to Forget                          | 4:14  |
| 8.             | We Better Talk This Over                           | 4:04  |
| 9.             | Where Are You Tonight? (Journey Through Dark Heat) | 6:16  |
| Celková délka: | Celková délka:                                     | 50:18 |

## Sestava
- Bob Dylan – kytara, zpěv
- Ian Wallace – bicí
- Jerry Scheff – baskytara
- Billy Cross – kytara
- Alan Pasqua – klávesy
- Bobbye Hall – perkuse
- Steve Douglas – tenorsaxofon, sopránsaxofon
- Steven Soles – kytara, doprovodný zpěv
- David Mansfield – housle, mandolína
- Carolyn Dennis – doprovodný zpěv
- Jo Ann Harris – doprovodný zpěv
- Helena Springs – doprovodný zpěv
- Steve Madaio – trubka
- James Wright